# Dani Carvajal
Daniel Carvajal Ramos (Leganés, 11. siječnja 1992.) španjolski je nogometaš koji igra na poziciji desnog beka. Nakon što je napustio Bayer Leverkusen otišao je u Real Madrid 2013. godine. Carvajal je za španjolsku nogometnu reprezentaciju debitirao 2014. godine.
Osvojio je 25 trofeja u Real Madridu, uključujući četiri naslova La Lige, dva naslova Kupa Kralja i rekordnih šest naslova u UEFA Ligi prvaka, rekord koji dijeli s Pacom Gentom, Lukom Modrićem, Toni Kroosom i Nachom Fernándezom.

## Klupska karijera

### Real Madrid Castilla
Carvajal se pridružio omladinskoj školi Real Madrida kada je imao deset godina. Godine 2010. pridružio se Real Madrid Castilli, drugoj momčadi Real Madrida. Tamo je odmah imenovan kapetanom u svojoj prvoj sezoni. U sljedećoj sezoni odigrao je 38 utakmica i pomogao momčadi, s Joseluom, Jeséom Rodríguezom i Denisom Čeriševom, da prijeđu u Segundu División A prvi put nakon pet godina.

### Bayer Leverkusen
Carvajal je 11. srpnja 2012. potpisao petogodišnji ugovor za Bayer 04 Leverkusen, a da nije odigrao niti jednu utakmicu za prvu momčad Real Madrida. Leverkusen je platio pet milijuna eura. Klauzula u njegovom ugovoru osiguravala je da Real Madrid može otkupiti Carvajala nakon godinu dana za 6,5 milijuna eura, nakon dvije godine za 7 milijuna eura ili nakon tri godine za 8,5 milijuna eura.

### Real Madrid
Real Madrid je 3. lipnja 2013. objavio da je vratio Carvajala nakon samo godinu dana. Real je platio 6,5 milijuna eura, koliko je ugovoreno. Potpisao je ugovor do sredine 2019. Carvajal se natjecao za mjesto desnog beka s reprezentativcem Álvarom Arbeloom. Dana 24. svibnja 2014. igrao je finale UEFA Lige prvaka 2013./14. u kojem je Real dobio Atlético Madrid 4:1 nakon produžetaka. Carvajal je u srpnju 2015. produžio ugovor s Real Madridom do sredine 2020. Nakon ponovnog osvajanja Lige prvaka u sezoni 2016./17., ovoga puta na račun Juventusa (4:1), bio je jedan od igrača uvrštenih u UEFA-inu momčad sezone Lige prvaka.

## Reprezentativna karijera
Carvajal je dvanaest puta nastupio u španjolskoj mladoj selekciji do 19 godina. Bio je u selekciji na Europskom prvenstvu 2011. godine, koje je Španjolska osvojila. Također je nekoliko puta igrao u španjolskoj nogometnoj reprezentaciji do 21 godine. 
Dana 4. rujna 2014. debitirao je za španjolsku nogometnu reprezentaciju u prijateljskoj utakmici protiv Francuske koja je poražena 1:0. Odigrao je cijelu utakmicu. Dana 17. svibnja 2016. Carvajal je uvršten u španjolsku inicijalnu momčad za Europsko prvenstvo 2016. u Francuskoj. Carvajal je također bio dio španjolske selekcije koja je sudjelovala na Svjetskom prvenstvu u Rusiji 2018. pod vodstvom privremenog izbornika Fernanda Hierra. Španjolska je tada u osmini finala izgubila od Rusije nakon jedanaesteraca. Carvajal je nastupio u tri od četiri utakmice.